# Дачник (платформа КбшЖД)
Дачник (ранее 674 км) — остановочный пункт Куйбышевской железной дороги на линии Пенза — Ряжск (линия неэлектрифицирована), расположена в Мокшанском районе Пензенской области, в 15 км от  районного центра Мокшан, недалеко от Пословских дач. Через станцию осуществляются пригородные перевозки пассажиров на Пачелму, Пензу.

## История
В 2021 году присвоено новое название — Дачник.

## Деятельность
- Посадка и высадка пассажиров на (из) поезда пригородного и местного сообщения. Приём и выдача багажа не производятся[3].